# Renji Abarai
Renji Abarai (阿散井 恋次, Abarai Renji) er en fiktiv figur i den japanske manga- og animeserien Bleach (anime) (ブリーチ, Burīchi) skabt af Tite Kubo. Han har langt mørkerødt hår, som oftest er sat op i en høj hestehale. Han er letgenkendelig grundet sine mange tribal-tatoveringer, hvor dem over øjenbrynene og tindingerne er de mest karakteristiske. Han er utroligt stædig, målrettet og meget selvsikker, hvilket ofte er skylden til, at han undervurderer sine modstandere. 
Renji Abarai er den anden rigtige Shinigami (死神, Shinigami, som oversat til dansk betyder "Dødsgud") vi møder og er tilmed vice-kaptajn i 6. Division. Første gang vi møder ham er i afsnit nr. 16 sammen med Rukia Kuchiki's bror Byakuya Kuchiki, da de er taget til Menneskenes Verden for at hente Rukia hjem til Soul Society (尸魂界（ソウル・ソサエティ, Sōru Sosaeti, "Sjælenes Verden"). Han er her i kamp med Uryuu Ishida og er lige ved at give ham det afgørende slag, da Ichigo Kurosaki dukker op og forhindrer ham i det. Efter at have kæmpet kort med Ichigo træder Byakuya ind, da Ichigo er stærkere end forventet, og Ichigo såres dødeligt. I den tro, at Ichigo er døende åbner Renji porten til Soul Society og han og Byakuya tager Rukia med sig.
Den næste gang vi møder ham er i Soul Society, hvor Ichigo og hans venner, Inoue Ohirime, Sado "Chad" Yasutora, Uryuu Ishida og den mystiske Yoruichi Shihouin i forklædning som kat. Renji og Ichigo mødes igen og kæmper, hvor Ichigo besejrer Renji. Renji, som havde været venner med Rukia siden de var små og begge kom til Soul Society, bebrejder Ichigo for, at Rukia er blevet dømt til døden efter, at have givet sine Shinigami-kræfter til et menneske (Ichigo). Renji får dog ny respekt for Ichigo igennem kampen og Ichigo's brændende ønske efter at redde Rukia og indser, at han selv burde redde hende fra døden, hvilket resulterer i, at han beder Ichigo redde hende for ham.
Senere i serien rejser Renji til Menneskenes Verden og bosætter sig hos Urahara Kisuke, hvor han af Urahara's to yngste medarbejdere Ururu Tsumugiya og Jinta Hanakari bliver kaldt "Isoro-san", hvilket betyder noget i retningen af "Hr. Nasser". Renji opsøger Ichigo på hans skole efter han har fået sin Gigai (義骸, gigai, "Falsk Krop"), som er nødvendigt at have, når man som Shinigami ønsker at komme i kontakt med de levende i Menneskenes Verden og/eller genvinde sine kræfter indtil man har mulighed for at vende tilbage til Soul Society. De to er altid oppe og toppes og konkurrerer konstant med hinanden. Grundet deres mange ens karaktertræk bliver de af Ichigo's klassekammerater først opfattet som brødre, hvorefter Ichigo og Renji lyver og siger, at de er fætre, selvom de ingen biologisk relationer har, for at undgå videre spørgsmål vedrørende Renji's tilstedeværelse og kendskab til Ichigo, Inoue, Chad, Uryuu og Rukia.

## Baggrund
Renji Abarai kom til Rukongai (流魂街, "De Vandrende Sjæles By") da han døde som barn, og voksede ligesom Rukia Kuchicki op som et forældreløst gadebarn. Han og Rukia samt 3 andre venner (som var uden spirituelle evner) boede sammen og passede på hinanden på gaderne i den del af Rukongai, som bliver kaldt "Område 78". Selvom han og Rukia trænede hver dag, var hendes mængde af reiatsu (Sjæle-kraft eller Spirituel Energi) større end hans egen, til stor irritation for ham. Det område, som Renji voksede op i, var et af de værste af alle områder i Soul Society og der herskede stor fattigdom, hungersnød og sygdomme samt en konstant mangel på vand, og efter vennernes død bestemte både Renji og Rukia at starte på Shinigami Akademiet for at skabe bedre levevilkår for dem selv. Renji gik i en af de bedste klasser grundt hans fantastiske evner med sin Zanpaktou. Han havde i forhold til Rukia ingen nævneværdige evner indenfor Kidou-besværgelser. Rukia og Renji gik ikke i klasse sammen, og igennem flashbacks finder vi ud af, at han derimod gik i klasse med Kira Izuru (der senere bliver vice-kaptajn i 3. Division) og Hinamori Momo (der senere bliver vice-kaptajn i 5. Division). Efter Rukia's optagelse i Kuchiki-klanen følte Renji sig forladt, men valgte aldrig at ytre disse følelser overfor Rukia, da han ønskede det bedste for hende. Renji, Kira og Hinamori tjente de første år under 5. Divisionens Kaptajn Aizen Sousuke og 3. Divisionens Kaptajn Ichimaru Gin. Men den rebelske og højtråbende Renji blev efter at have gennemført sin Shinigami-uddannelse optaget i den berygtede 11. Division. Her mødte han Madarame Ikkaku, som lærte ham at kæmpe. Det rygtes også at Renji vidste, at Madarame havde opnået Bankai, men at han nægtede at lære Renji hvordan. Renji's højeste ønske er at kunne overstige sin kaptajns (Byakuya) styrke og talent og prøver derfor altid at forbedre sig. Dette er også en af hovedårsagerne til, at han opnåede sin Bankai, for på en måde at kunne "hævne" af Byakuya tog Rukia fra ham.
På samme dag som Renji og Byakuya tog til Menneskenes Verden for at bringe Rukia tilbage, blev Renji forfremmet til vice-kaptajn i 6. Division.

## Egenskaber
Renji's Zanpaktou (斬魄刀, zanpakutō, som oversættes til Sjæle-skærende Sværd) hedder Zabimaru (蛇尾丸) hvilket direkte oversat betyder Slangehale. For at kunne få sin Zanpaktou ført til sin videreudviklede tilstand kaldet Shikai (始解, shikai, "Første Opgraderede Tilstand") skal han give kommandoen "brøl". Renji's Zanpaktou er en af de få tilfælde, hvor vi får Zanpaktou'ens ånd at se. Denne er i form af en bavian med en slangehale, som ligesom Renji er stolt og kamplysten. Både slangen og bavianen kan tale, men det virker dog som om, at slangen er den mest aggressive af de to. Zabimaru's Shikai er en segmenteret Zanpaktou, som kan strække sig til næsten uanede længder og i denne form minder mere om en pisk end et sværd. Renji kan udføre tre "piskesmæld" med Zabimaru, før han er nødsaget til at trække den tilbage, men han kan også skille leddene i Zabimaru ad ved hjælp af reiatsu (spirituel kraft) i en form der kaldes Higa Zekkou (狒牙絶咬, higa zekkō, som betyder "Bavianens Frigjorte Hugtand"). Dette er dog skadeligt for Zabimaru og efterlader Renji forsvarsløs og bruges kun som en sidste udvej.
Renji er en af de få Shinigami'er, som kan opnå en Bankai (卍解, bankai, der betyder noget lignende Endelige Frigivelse, altså sværdets sidste/fuldendte stadie/tilstand) med sin Zanpakutou. Han er en af de eneste uden kaptajn-rang (sammen med Ichigo, som kun er Shinigami-lærling og Madarame), som kan opnå denne tilstand. Det siges at det minimum tager 10 år at lære at beherske sin Bankai og endnu flere år at mestre den til fulde. Renji's Bankai kaldes Hihiou Zabimaru (狒狒王蛇尾丸, Hihiō Zabimaru, hvilket betyder "Bavian Kongens Slangehale"), som har visse ligheder med Shikai, men til gengæld er enorm og minder om et slangeskelet. Zabimaru får flere led og et stort skelet-slangehoved med en rød pels-manke. Renji Abarai bliver også selv transformeret en smule, hans ærmer forsvinder og bliver udskiftet med en lys pels, som dækker hans skuldre. Forskellen mellem Zabimaru's Shikai og Bankai er, at leddene i Shikai-tilstanden holdes sammen af en slags utrastærke og smidige tråde, hvor Bankai-tilstanden kun holdes sammen med Renji's spirituelle energi (reiatsu). Derfor er Zabimaru meget mere fleksible i Bankai, og dette giver Renji muligheden for at skille Zabimaru ad, som han ønsker, og endda affyre enkelte led mod modstandere. I Bankai-tilstanden har Zabimaru også et angreb, kaldet Bavian Knogle Kanon (狒骨大砲, hikōtsu taihō), som affyrer spirituel energi fra slangens mund, samt en udvidet udgave af Higa Zekkou der "frakobler" og sliber alle Zabimaru's led ved hjælp af reiatsu.